# Kwoinlo
 (octobre 2012).
Kwoinlo est un village du Soudan du Sud, dans l'État du Nil Supérieur.